# Cabo Menor
Cabo Menor är en udde i Spanien.   Den ligger i provinsen Provincia de Cantabria och regionen Kantabrien, i den norra delen av landet, 300 km norr om huvudstaden Madrid.
Terrängen inåt land är platt. Havet är nära Cabo Menor åt nordost. Runt Cabo Menor är det ganska tätbefolkat, med 124 invånare per kvadratkilometer. Närmaste större samhälle är Santander, 3,1 km sydväst om Cabo Menor. 